# Kovács Kristóf (rendező)
Kovács Kristóf (Budapest, 1958. –) magyar színházrendező, színházi dramaturg, író, újságíró.

## Életpályája
Budapesten járt iskolába. Középiskola után mint figuráns, rovarirtó, öltözőőr, illetve ládajavító tevékenykedett. 1978–1979 között a budapesti Bartók Béla Zeneművészeti Szakiskola zeneszerzés szakára járt. 1979-ben felvételt nyert a Színház- és Filmművészeti Főiskola dramaturg szakára, de harmadik évében emigrált. Svédországban telepedett le. 1983–1987 között a stockholmi Dramatiska Institutet színházrendező szakán tanult. 1987–1990 között Németországban élt. 1990-ben visszatért Magyarországra. 1992–1995 között a Miskolci Nemzeti Színház rendező-dramaturgja volt. Ezzel párhuzamosan a Magyar Narancs című hetilap alapító tagja, 1998-ig munkatársa volt. 2001–2004 között a nyíregyházi Móricz Zsigmond Színház dramaturgja volt.

## Színházi munkái

### Színészként
- Foster: Tom Paine avagy a józan ész diadala –
- Whiting: Az ördögök –
- Parti Nagy Lajos: Ibusár – Huszár
- William Shakespeare: Rómeó és Júlia – Főzenész

### Rendezőasszisztensként
- Csepreghy Ferenc: A piros bugyelláris (1988)

### Dramaturgként
- Gozzi: A szarvaskirály (1990)
- Harling: Dallastól nyugatra (1992)
- William Shakespeare: Szentivánéji álom (2001)
- Barta Lajos: Szerelem (2002)
- Németh Ákos: Autótolvajok (2002)
- Kovács Kristóf: Kék veréb (2002)
- Herman: Őrült nők ketrece (2003)
- Litvai Nelli: Szélkötő Kalamona (2004)
- Molnár Ferenc: Az üvegcipő (2004)
- Christie: és már senki sem! (Tíz kicsi néger) (2004)
- Nantsou: Csatárok (2006)
- William Shakespeare: Lear (2007)
- Jónás Tamás: Lélekvesztő (2007)
- Csehov: A sirály (2008)
- Duus: Boni és Klájd kereket old (2009)
- Illyés Gyula: Testvérek (2013)
- Schiller: Ármány és szerelem (2014)
- Pinter: Hazatérés (2014)
- Hubay Miklós: Ők tudják mi a szerelem (2015)
- William Shakespeare: Rómeó és Júlia (2016) (színész is)
- Bock: A két Lotti (2016)
- Middleton: Maskarák (2016)
- Capek: A fehér kór (2017)
- Görgey Gábor: Komámasszony, hol a stukker? (2017)
- Csehov: Ványa bácsi (2018)
- Steinbeck: Egerek és emberek (2018)
- Caragiale: Karnebál (2018-2019)
- Lázár Ervin: A Négyszögletű Kerek Erdő (2019)
- Vetemaa: Vacsora öt személyre (2019)

### Fordítóként
- Delaney: Egy csepp méz (1991)
- William Shakespeare: Macbeth (2005)
- Stephens: Kócsag (2007)
- Hübner: Kikatt (2009) (dramaturg is)
- Gooijer: Koromfekete (2011)
- Hübner: Bunyósszív (2011)
- Sobrie: Emlékezz rám! (2013)
- Schober: Apa Anya Fiú Lány (2015, 2019)
- Hensel: Klamm háborúja (2016, 2020)

### Színházi rendezőként
- Beckett: Godot-ra várva (1993, 2017)
- Nicolaj: Hárman a padon (1994)
- Molnár Ferenc: Az ibolya (1995)
- Molnár Ferenc: Marsall (1995)
- Molnár Ferenc: Előjáték Lear királyhoz (1995)
- Weingarten: Hó (1998)
- Szilágyi Andor: El nem küldött levelek (2008)
- Szép Ernő: Május (2019)
- Szép Ernő: Kávécsarnok (2019)